# Balduin VII. (Flandern)

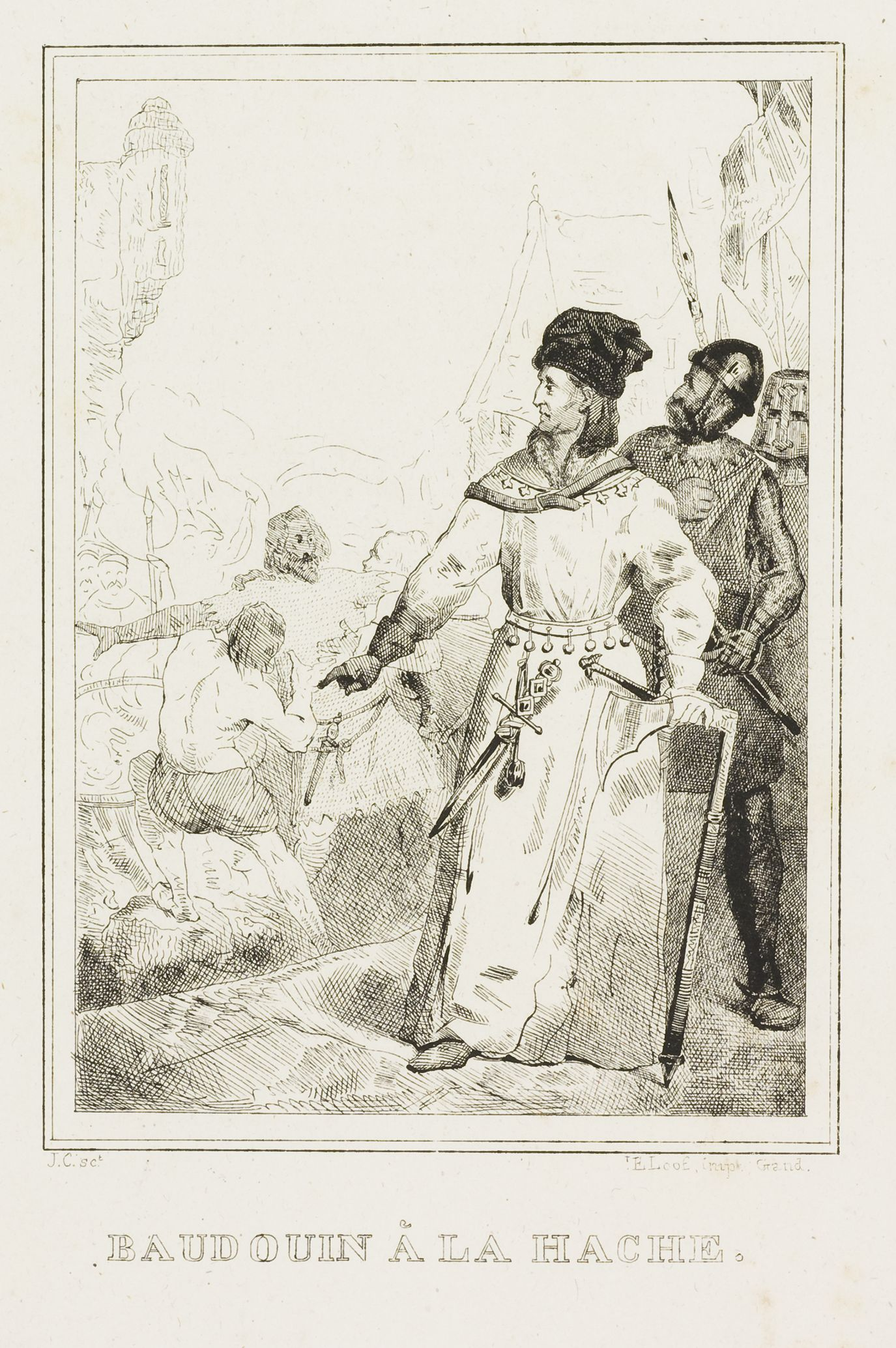
Balduin VII. mit dem Beil (Darstellung aus dem 19. Jahrhundert)

Balduin VII. mit dem Beil, auch Hapkin genannt (* 1093; † 17. Januar 1119 in Rousselaere), war ein Graf von Flandern aus dem Haus Flandern. Er war der einzige Sohn des Grafen Robert II. dem Jerusalemfahrer und der Clementia, einer Tochter des Grafen Wilhelm I. von Burgund. Papst Calixt II. war sein Onkel. 
Balduin galt als sehr tatkräftig und durchsetzungsfähig. Emanzipationsbestrebungen seiner Vasallen unterdrückte er mit aller Gewalt zugunsten des einfachen Volkes und besonders der Städte, deren Prosperität er dadurch zusätzlich förderte. Er brach mit dem Verbündeten seines Vaters, dem Anglo-Normannen Heinrich I. Beauclerc, und stellte sich stattdessen auf die Seite seines Lehnsherren, König Ludwig VI. von Frankreich. Mit dem benachbarten Grafen Hugo II. von Saint-Pol stand er in ständiger Fehde. Im Bund mit König Ludwig VI. und Graf Fulko von Anjou griff Balduin 1119 die Normandie an, wurde dabei aber im Kampf vor Bures-en-Bray tödlich verwundet. 
Als Zwölfjähriger wurde Balduin 1105 mit der erst neunjährigen Hedwig, Tochter des Herzogs Alain IV. von Bretagne, verheiratet. Die Ehe wurde nie vollzogen und 1110 wieder aufgelöst, ein zweites Mal heiratete er nicht. Zur Regelung der Nachfolge hatte Balduin daher seinen Vetter, den Dänenprinzen Karl den Guten, zu seinem Nachfolger designiert.
Balduins Beiname resultierte wohl aus seiner unbarmherzigen Strenge, mit der er unbotmäßig gewordene Vasallen verfolgte. Wenig wahrscheinlich ist hingegen die Annahme, dass sein Beiname von seiner Streitaxt („Hapkin“) herrührt, die er ständig mit sich getragen habe.